# D'eux
D'eux är ett franskspråkigt album från 1995 av den kanadensiska sångerskan Céline Dion. Albumet producerades av Sony Music Entertainment. Främsta hitlåt blev Pour que tu m'aimes encore.

## Låtar
1. "Pour que tu m'aimes encore" (Jean-Jacques Goldman) – 4:14
2. "Le ballet" (Goldman) – 4:25
3. "Regarde-moi" (Goldman) – 3:56
4. "Je sais pas" (Goldman, J. Kapler) – 4:33
5. "La mémoire d'Abraham" (Goldman) – 3:49
6. "Cherche encore" (Erick Benzi) – 3:24
7. "Destin" (Goldman) – 4:15
8. "Les derniers seront les premiers" (Goldman) – 3:32
9. "J'irai où tu iras" (with Jean-Jacques Goldman) (Goldman) – 3:27
10. "J'attendais" (Goldman) – 4:24
11. "Prière païenne" (Goldman) – 4:12
12. "Vole" (Goldman) – 2:58

## Listplacering
| Lista (1995-1997)   | Topplacering |
| ------------------- | ------------ |
| Belgien (Flandern)  | 1            |
| Belgien (Vallonien) | 1            |
| Danmark             | 5            |
| Finland             | 23           |
| Frankrike           | 4            |
| Nederländerna       | 1            |
| Schweiz             | 1            |
| Storbritannien      | 7            |
| Sverige             | 9            |
| Österrike           | 35           |

### Fotnoter
1. ↑  ”Listplacering”. http://www.ultratop.be/nl/showitem.asp?interpret=C%E9line+Dion&titel=D%27eux&cat=a. Läst 29 juni 2011.
2. ↑  ”Listplacering”. http://www.ultratop.be/fr/showitem.asp?interpret=C%E9line+Dion&titel=D%27eux&cat=a. Läst 29 juni 2011.
3. ↑  ”Listplacering”. Arkiverad från originalet den 19 juli 2011. https://web.archive.org/web/20110719135526/http://top20.dk/album/170-80. Läst 29 juni 2011.
4. ↑  ”Listplacering”. http://finnishcharts.com/showitem.asp?interpret=C%E9line+Dion&titel=D%27eux&cat=a. Läst 29 juni 2011.
5. ↑  ”Listplacering”. http://lescharts.com/showitem.asp?interpret=C%E9line+Dion&titel=D%27eux&cat=a. Läst 29 juni 2011.
6. ↑  ”Listplacering”. http://dutchcharts.nl/showitem.asp?interpret=C%E9line+Dion&titel=D%27eux&cat=a. Läst 29 juni 2011.
7. ↑  ”Listplacering”. http://hitparade.ch/showitem.asp?interpret=C%E9line+Dion&titel=D%27eux&cat=a. Läst 29 juni 2011.
8. ↑  ”Listplacering”. Arkiverad från originalet den 25 maj 2012. https://archive.is/20120525143710/http://www.chartstats.com/release.php?release=45666. Läst 29 juni 2011.
9. ↑  ”Listplacering”. http://swedishcharts.com/showitem.asp?interpret=C%E9line+Dion&titel=D%27eux&cat=a. Läst 29 juni 2011.
10. ↑  ”Listplacering”. http://austriancharts.at/showitem.asp?interpret=C%E9line+Dion&titel=D%27eux&cat=a. Läst 29 juni 2011.